# Championnats d'Europe de char à voile 2020
Navigation
2019 2021
Les 54e championnats d'Europe de char à voile 2020, organisés dans le pays hôte, par le club « Au Gré du Vent », sous l'égide de la fédération internationale du char à voile, qui devaient se dérouler du 3 au 9 octobre 2020, à Camiers - Sainte-Cécile-Plage - Saint-Gabriel-Plage dans le département du Pas-de-Calais en France, sont, pour des raisons sanitaires liées à la pandémie de Covid-19, reportés en 2021, du 25 septembre au 1er octobre, sur le même site.